# Томилово (Новосибирская область)
Томилово — село в Мошковском районе Новосибирской области. Входит в состав Кайлинского сельсовета. 

## География
Площадь села — 105 гектаров.

## Население
| 2002 | 2007 | 2010 |
| ---- | ---- | ---- |
| 349  | ↗405 | ↘314 |

## Инфраструктура
В селе по данным на 2007 год функционируют 1 учреждение здравоохранения и 1 учреждение образования.